# Divize C 1968/1969

V soubojích 1. ročníku České divize C 1968/69 se utkalo 14 týmů dvoukolovým systémem podzim – jaro. Tento ročník začal v srpnu 1968 a skončil v červnu 1969.

## Nové týmy v sezoně 1968/69
Na začátku sezóny bylo zrušeno striktní dodržování umisťování do Divize C pouze klubů z Východočeského a Středočeského kraje, a proto sem mohly být zařazeny i kluby ze Severočeského kraje a hl. m. Prahy.
Z 2. ligy – sk. A 1966/67 sestoupila do Divize C mužstva TJ Spartak Čelákovice a TJ Škoda Mladá Boleslav. Z krajských přeborů ročníku 1967/68 postoupila vítězná mužstva TJ VCHZ Pardubice "B" z Východočeského krajského přeboru a TJ Medik Košíře ze Pražského přeboru. Také sem byla přeřazena mužstva TJ Slovan Liberec, TJ Slavia IPS Praha "B" a TJ Admira Praha 8 z Divize B.

## Výsledná tabulka
Zdroj: 
| Poř. | Tým                           | Z  | V  | R | P  | VG | OG | B  |
| ---- | ----------------------------- | -- | -- | - | -- | -- | -- | -- |
| 1.   | TJ Slovan Liberec             | 26 | 16 | 6 | 4  | 58 | 21 | 38 |
| 2.   | TJ Medik Košíře               | 26 | 13 | 6 | 7  | 45 | 35 | 32 |
| 2.   | TJ Škoda Mladá Boleslav       | 26 | 13 | 5 | 8  | 36 | 29 | 31 |
| 4.   | TJ Tepna Náchod               | 26 | 12 | 6 | 8  | 39 | 35 | 30 |
| 5.   | TJ Transporta Chrudim         | 26 | 12 | 6 | 8  | 32 | 30 | 30 |
| 6.   | TJ Spartak Čelákovice         | 26 | 12 | 3 | 11 | 40 | 36 | 27 |
| 7.   | TJ Slavia IPS Praha "B"       | 26 | 10 | 6 | 10 | 48 | 37 | 26 |
| 8.   | TJ Spartak Radotín            | 26 | 10 | 6 | 10 | 36 | 40 | 26 |
| 9.   | TJ Admira Praha 8             | 26 | 8  | 9 | 9  | 35 | 30 | 25 |
| 10.  | TJ VCHZ Pardubice "B"         | 26 | 7  | 9 | 10 | 28 | 37 | 23 |
| 11.  | TJ Spartak Pečky              | 26 | 8  | 6 | 12 | 29 | 45 | 22 |
| 12.  | TJ Dynamo Kutná Hora          | 26 | 8  | 3 | 15 | 39 | 55 | 19 |
| 13.  | TJ Spartak Hradec Králové "B" | 26 | 6  | 6 | 14 | 29 | 36 | 18 |
| 14.  | TJ Lokomotiva Nymburk         | 26 | 6  | 5 | 15 | 33 | 58 | 17 |

Poznámky:
- Z = Odehrané zápasy; V = Vítězství; R = Remízy; P = Prohry; VG = Vstřelené góly; OG = Obdržené góly; B = Body

|  | Postup do 3. ligy – sk. A 1969/70                |
|  | Sestup do příslušného oblastního přeboru 1969/70 |